# 머그시 보그스
타이런 커티스 머그시 보그스(영어: Tyrone Curtis "Muggsy" Bogues, 1965년 1월 9일 ~ )는 미국의 은퇴한 농구 선수이며, WNBA 샬럿 스팅의 감독이었다. 그는 신장 5피트 3인치의 NBA 역사상 최단신 선수로 알려졌으며, 14개의 시즌 경력에서 4팀의 포인트 가드였다.

## 생애

### 초기 경력
미국 메릴랜드주 볼티모어에서 태어나 던바 고등학교에서 농구를 시작했다. 1981-82 시즌에 던바 포에츠는 보그스의 주니어 시즌에서 29-0, 시니어 시즌에서 31-0으로 끝냈다. 웨이크 포레스트 대학교에서 4년 동안 대학 농구 선수로서 활약하여 경기당 평균 11.3 득점, 8.4 어시스트, 3.1 가로채기를 기록했다. 4학년 때는 경기당 득점 14.8, 보조 9.5, 스틸 3.9를 기록했다. 1986년 FIBA 세계 선수권 대회에서 국가 대표팀으로 출전하여 금메달을 획득하였다.

### NBA 경력
보그스는 1987년 워싱턴 불리츠에 의하여 신인 선수로 입단하였으며, 데이비드 로빈슨, 레지 밀러, 스카티 피펜과 케빈 존슨을 포함한 재능을 가진 신인 선수단 중의 하나였다. 그의 루키 해에서 신장 7피트 7인치(231cm) 마투테 볼의 동료였다. 그들은 3개의 잡지 표지에 함께 나왔다.
그의 작은 키에도 불구하고 패트릭 유잉을 포함한 자신의 NBA 인생을 통하여 39개의 슛을 스틸하는 능력을 가졌다.

#### 샬럿 호니츠
마이애미 히트와 샬럿 호니츠는 1988-89 시즌을 위해 NBA에 들어왔다. 그들의 포인트 가드 약점에 불구하고 보그스는 불리츠는 비보호적으로 남았다. 1988년 6월 22일 호니츠는 그를 확장적 선발로서 선정하였다. 보그스가 호니츠에 정착하면서 그는 예외적인 볼 파서, 위대한 볼 스틸러와 코트에서 가장 빠른 선수들 중의 하나로 자리잡았다.
그는 알론조 모닝과 래리 존슨이 이끄는 샬럿 호니츠에서 10년 동안 활약하였고, NBA에서 가장 인기있는 팀들 중의 하나와 영구한 플레이오프 경쟁자가 되었다. 보그스는 한 시즌의 한 경기에서 11.2 이상의 득점을 평균하지 않았음에 불구하고 호네츠 역사상 가장 인기 있는 선수들 중의 하나였다.
그는 19,768분의 활약, 5,557개의 보조, 1,067개의 스틸 등으로 호니츠의 경력 지도자이다. 그는 또한 호니츠 이후의 15개의 보조 경기 기록을 보유하였으나 2008년 4월 22일 크리스 폴에 의하여 깨졌다.

#### 이후의 세월
1997-98 시즌에 보그스가 토니 델크와 함께 B.J. 암스트롱의 위한 골든스테이트 워리어스 교환에 들어가면서 그의 호니츠 경력이 끝났다. 보그스는 워리어스와 2개의 시즌에서 활약하였고, 토론토 랩터스에 자유 계약 선수로 계약을 맺었다. 그는 뉴욕 닉스와 댈러스 매버릭스 양팀에 이적되었어도, 양쪽의 방영권에서 단 하나의 경기에서 뛰지 않았다.

### NBA 후의 인생
NBA를 떠난 이래, 보그스는 부동산 중개인으로 일하였다가 2005년 8월 5일 감독 경험의 부족에 불구하고 WNBA의 샬럿 스팅의 감독으로 임명되었다. 그는 팀이 2007년 1월에 접어지면서 감독직을 파면당하였다.
그는 지금 샬럿 밥캣츠의 본부에서 일하고 있다. 그의 저서 〈거인들의 땅에서〉는 자신의 볼티모어에서 성장과 NBA에서 성공을 이루는 데 노력을 이야기하고 있다.

## 광고 내역
- 현대자동차 엑센트